# 금강고속

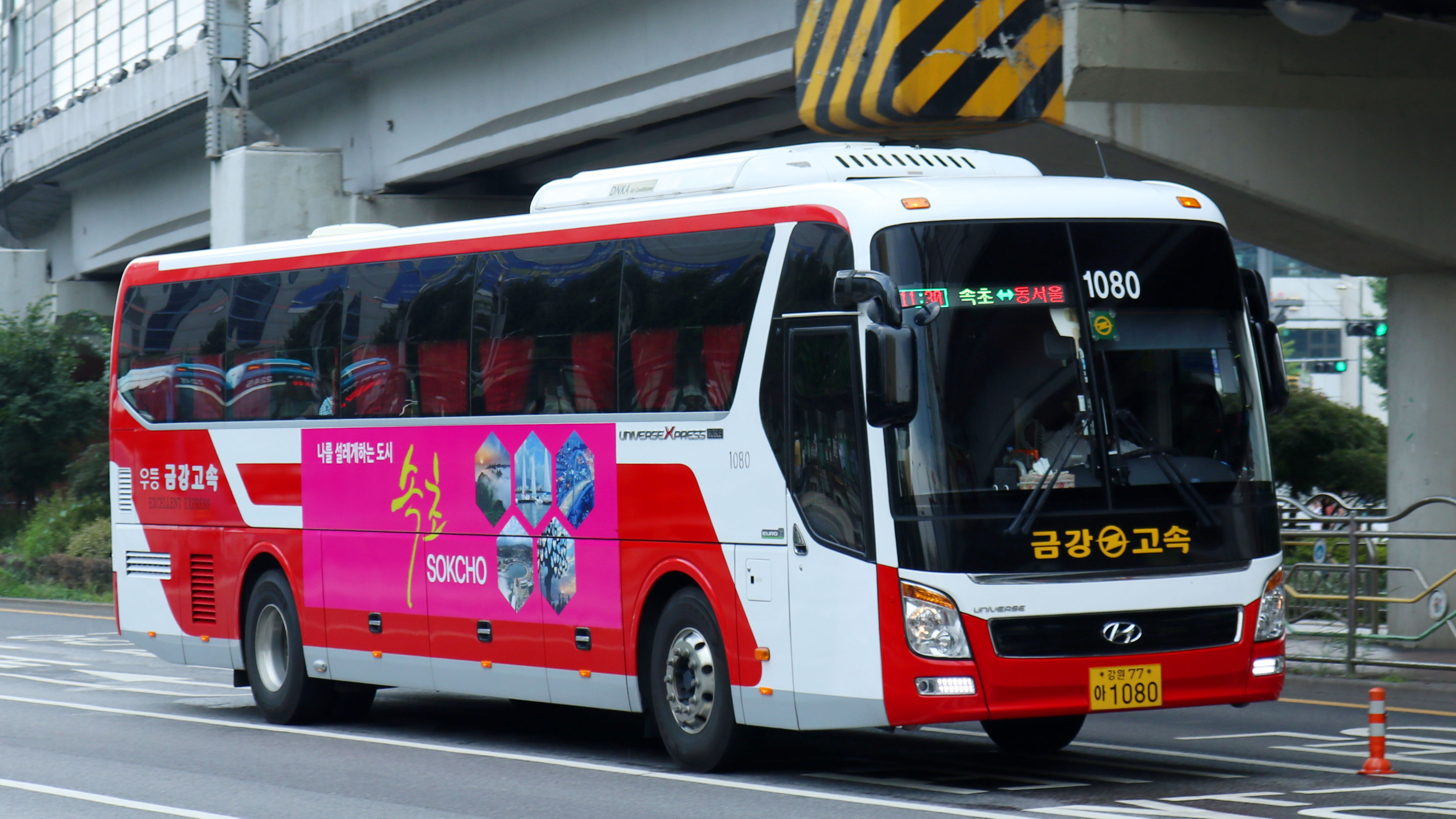
금강고속 소속 시외버스

금강고속(金剛高速)은 경기도 구리시 아차산로487번길 34 (교문동)에 있는 시외버스 운송 회사이다.

## 역사 및 현황
1952년 6월 6일 강원도 홍천군의 금강운수(金鋼運輸)로 설립되었다. 1973년 본사를 강원도 홍천군에서 경기도 구리시로 이전하였으며, 1996년 4월 3일에 양평농어촌버스가 강상면 지역 운행 중 남한강에 추락하여 승객 15명이 사망하는 사고가 발생하였다. 1999년 동서울 ~ 속초(시외) 간 무정차 노선의 우등고속버스 운행을 개시하면서 상호명을 금강운수(金鋼運輸)에서 금강고속(金鋼高速)으로 변경되었다. 홍천군, 인제군, 양평군 등지에서 농어촌버스를 운행하고 있다. 2010년 3월 강원도 홍천군 홍천읍 희망리의 홍천종합버스터미널로 본사를 이전하였다가 경기도 구리시로 다시 이전하였다.
현재 사업자 등록은 경기도 양평군과 강원특별자치도 홍천군에 분산되어 있으며, 경기도 양평군 양평읍 공흥리의 양평시외버스터미널, 강원특별자치도 홍천군 홍천읍 희망리의 홍천종합버스터미널, 강원특별자치도 인제군 북면 원통리의 원통버스터미널 등을 운영하고 있다. 경기도에서는 양평군과 남양주시 일대에서 강변역까지 다니는 2000번대 노선과 양평농어촌버스를 운영 중이다.
2014년 8월 청량리로 가던 8번을 폐선하고 8-2번을 양서면 노선으로 단축하였다.
본래 자일대우버스를 많이 운용하였으며, 홍천종합버스터미널 내에 자일대우버스 지정 정비공장이 있을 정도였으나 자일대우버스의 잦은 잔고장으로 인해 현재 농어촌버스를 포함하여 현대자동차로 돌아서고 있는 추세다.

## 현황

### 농어촌버스(양평군)
2021년 1월 기준이다.
| 운행업체 | 보유 노선수 | 보유 노선수 | 보유 노선수 | 보유 노선수 | 보유 노선수 | 등록 대수 | 등록 대수 | 등록 대수 | 등록 대수 | 등록 대수 |
| -------- | ----------- | ----------- | ----------- | ----------- | ----------- | --------- | --------- | --------- | --------- | --------- |
| 운행업체 | 노선 합계   | 광역급행    | 직행좌석    | 일반좌석    | 시내일반    | 대수 합계 | 광역급행  | 직행좌석  | 일반좌석  | 시내일반  |
| 금강고속 | 140         | -           | -           | -           | 140         | 49        | -         | -         | -         | 49        |

### 시외버스(경기도)
| 운행업체 | 보유 노선수 | 보유 노선수 | 보유 노선수 | 등록 대수 | 등록 대수 | 등록 대수 | 등록 대수 |
| -------- | ----------- | ----------- | ----------- | --------- | --------- | --------- | --------- |
| 운행업체 | 노선 합계   | 시외버스    | 고속버스    | 대수 합계 | 시외버스  | 고속버스  |           |
| 금강고속 | 9           | 9           | -           | 20        | 20        | -         |           |

## 운행 노선

### 양평군의 농어촌버스
- ● 2000-1번: 양평터미널 ↔ 양평시장 ↔ 오빈역 ↔ 아신역 ↔ 국수역 ↔ 신원역 ↔ 양수역 ↔ 운길산역 ↔ 진중리 ↔ 조안 ↔ 구.능내역 ↔ 팔당역 ↔ 도심역 ↔ 덕소역 ↔ 양정역 ↔ 도농역 ↔ 구리역 ↔ 구리시외버스정류장 ↔ 돌다리 ↔ 교문사거리 ↔ 워커힐호텔 ↔ 광나루역 ↔ 강변역
- ● 2000-2번: 양평터미널 ↔ 양평시장 ↔ 오빈역 ↔ 아신역 ↔ 아세아연합신학대학교 후문 ↔ 국수역 ↔ 신원역 ↔ 양수역 ↔ 운길산역 ↔ 진중리 ↔ 조안 ↔ 미사리 ↔ 잠실역
- ● 양평 ↔ 여주
- ● 양평지선: 양평을 기점으로 하여 양평일대를 운행하는 농어촌버스 노선이다.
- ● 용문지선: 용문을 기점으로 하여 용문면, 지평면, 양동면 지역을 운행하는 농어촌버스 노선이다.
- ● 용두지선: 용두리를 기점으로 하여 청운면 지역을 운행하는 농어촌버스 노선이다.
- ● 문호지선: 문호리를 기점으로 하여 양서면, 서종면 지역을 운행하는 농어촌버스 노선이다.

### 양평군의 광역버스
- ● 2301번 : 문호리 ↔ 문호4리 ↔ <서울양양고속도로 경유> ↔ <올림픽대로 경유> ↔ 잠실역광역환승센터 (2025년 6월 20일 개통예정)

### 홍천군의 농어촌버스
- 홍천군의 농어촌버스 시간표[3]

### 인제군의 농어촌버스
- 인제군의 농어촌버스 안내

### 시외버스

#### 동서울발
- ● 동서울 ~ 속초 (인제 · 원통 · 한계령 · 양양 경유와 무정차로 구분)
- ● 동서울 ~ 현리 (홍천 · 내촌 · 고석평 경유)
- ● 동서울 ~ 양구 (신남 경유)
- ● 동서울 ~ 원통 (홍천 · 신남 · 인제 경유와 무정차로 구분)
- ● 동서울 ~ 홍천 (양평 · 용문 · 단월 · 용두리 · 양덕원 경유와 무정차로 구분)
- ● 동서울 ~ 대진 (홍천 · 인제 · 원통 · 간성 · 거진 경유)
- ● 동서울 ~ 횡성 (양평 · 용문 · 용두 · 갈운리 · 유현1리 · 풍수원 · 복지골 경유)

#### 춘천발
- ● 춘천 ~ 수원 (무정차)
- ● 춘천 ~ 원주 (홍천 · 횡성 경유와 무정차로 구분)
- ● 춘천 ~ 속초 (양구 · 원통 · 양양 경유)
- ● 춘천 ~ 대전 (홍천 · 횡성 · 원주 · 청주 경유와 무정차로 구분)
- ● 춘천 ~ 서대구 (북대구 경유와 홍천 · 횡성 · 원주 경유)
- ● 춘천 ~ 북대구 (공근 · 횡성 · 원주 · 홍천 경유)
- ● 춘천 ~ 포항 (홍천 · 횡성 · 원주 · 경주 경유)
- ● 춘천 ~ 울산 (홍천 · 횡성 · 원주 경유)
- ● 춘천 ~ 부산 (홍천 · 횡성 경유)

#### 홍천발
- ● 홍천 ~ 인천 (양평, 하남 경유)
- ● 홍천 ~ 성남 (양평 경유)
- ● 홍천 ~ 고양 (무정차)
- ● 홍천 ~ 수원 (무정차)
- ● 홍천 ~ 안산 (무정차)
- ● 홍천 ~ 진부 (서석 · 내면 경유)

#### 원주발
- ● 원주 ~ 인천국제공항 (문막 · 김포국제공항 경유)
- ● 원주 ~ 상봉 (문막 · 구리 경유)
- ● 원주 ~ 수원 (무정차)
- ● 원주 ~ 속초 (횡성 · 홍천 · 인제 · 원통 · 양양 경유)
- ● 원주 ~ 부산 (무정차)
- ● 원주 ~ 서석 (횡성 · 갑천 · 청일 경유)

#### 속초발
- ● 속초 ~ 수원 (원통 · 홍천 경유)
- ● 속초 ~ 성남 (원통 경유)
- ● 속초 ~ 용인 (양양 · 이천 경유)
- ● 속초 ~ 안산 (원통 · 홍천 경유)
- ● 속초 ~ 고양 (원통 · 홍천 경유)
- ● 속초 ~ 의정부 (인제 · 홍천 · 양평 경유)
- ● 속초 ~ 대전 (홍천 · 원주 경유)
- ● 속초 ~ 전주 (인제 · 홍천 · 원주 경유)
- ● 속초 ~ 평택 (송탄 · 오산 경유)
- ● 속초 ~ 인천국제공항 (김포국제공항 경유)

## 미운행 노선

### 양평군의 농어촌버스
- ● 8번 : 문호리 → 청량리 (2014년 8월 폐선)
- ● 8-1번 : 고현리 → 문호리 → 청량리
- ● 2000-3번 : 양평터미널 ↔ 양수역 ↔ 목왕리 ↔ 양수리 ↔ 강변역 (2017년 4월 폐선)
- ● 2000-4번 : 양평터미널 ↔ 현대,그린아파트 ↔ 오빈역 ↔ 아신역 ↔ 국수역 ↔ 신원역 ↔ 양수역 ↔ 운길산역 ↔ 진중리 ↔ 조안 ↔ 구.능내역 ↔ 팔당역 ↔ 도심역 ↔ 덕소역 ↔ 양정역 ↔ 도농역 ↔ 구리역 ↔ 구리시외버스정류장 ↔ 돌다리 ↔ 교문사거리 ↔ 워커힐호텔 ↔ 광나루역 ↔ 강변역 (2019년 6월 2000-1번에 통합)

## 보유 차량

#### 현대자동차
- 현대 뉴 카운티
- 현대 그린시티
- 현대 일렉시티
- 현대 일렉시티 타운
- 현대 유니버스 스페이스 엘레강스
- 현대 뉴 프리미엄 유니버스 익스프레스 프라임
- 현대 뉴 프리미엄 유니버스 익스프레스 노블
- 현대 뉴 프리미엄 유니버스 프라임
- 현대 뉴 프리미엄 유니버스 노블
- 현대 뉴 프리미엄 유니버스 프레스티지

#### 기아
- 기아 뉴그랜버드 파크웨이
- 기아 그랜버드 슈퍼 프리미엄 파크웨이

## 사업장 현황[4]
- 본사 : 경기도 구리시 아차산로487길 34 (교문동)
- 영업소 : 강원특별자치도 홍천군 홍천읍 홍천로 301 (희망리)